# São Caitano
São Caitano är en kommun i Brasilien.   Den ligger i delstaten Pernambuco, i den östra delen av landet, 1 500 km nordost om huvudstaden Brasília. Antalet invånare är 35 278.
Omgivningarna runt São Caitano är huvudsakligen savann. Runt São Caitano är det ganska tätbefolkat, med 149 invånare per kvadratkilometer.